# Фонотека
Фоноте́ка (от др.-греч. φωνή — «звук» и θήκη — «хранилище») — учреждение, собирающее и хранящее аудиоинформацию на звуковых носителях для общественного и частного пользования, а также осуществляющее справочную и статистическую работу. В настоящее время фонотекой также называют частные коллекции музыкального и иного аудиоматериала.

## Виды Фонотек
Государственная фонотека призвана обеспечить сохранность и доступность всей звуковой продукции, продукции, выпущенной и выпускаемой данным государством или имеющей к нему то или иное отношение, могущей быть востребованной слушателями. Помимо этого, государственная фонотека хранит и предоставляет доступ к невыпущенной публично, но доступной в архивах музыке и иным аудиозаписям. В отличие от национальных библиотек, страны мира редко прибегают к созданию государственных фонотек. В СССР функции государственной фонотеки выполняли государственная фирма грамзаписи «Мелодия» и Фонд Гостелерадио. В России некоторые функции государственной фонотеки выполняет Федеральная служба России по Телевидению и Радиовещанию. Региональные фонотеки выполняют роль филиалов государственной фонотеки.
Общественные фонотеки в современности являются отделами общественных библиотек. Во многих странах мира публичные библиотеки предоставляют посетителям возможность ознакомления с наиболее общеупотребительной и популярной аудиопродукцией, а также классической музыкой.
Персональные фонотеки представляют собой личные коллекции музыкальных изданий, хранящихся в различных физических и цифровых форматах.

## Системы каталогизации фонотек
Вплоть до последней четверти XX века каталогизация фонотек была практически идентична карточным системам библиокаталогов, где роль книги как атомарной составляющей каталога играет аудиозапись. С развитием электронно-вычислительных систем каталогизация фонотек упростилась также по сходным с библиотеками схеме. Лавинообразное увеличение спроса на системы каталогизации фонотек началось в конце 1990-х годов с началом широкого использования цифровой музыки, в частности, в формате mp3. В настоящее время рынок систем каталогизации частных фонотек практически полностью занят популярными программными продуктами, такими как Winamp и iTunes.

## Фонотеки и Филофония
Ведение частных фонотек практически неразрывно связано с филофонией и во многих случаях филофоническая составляющая коллекционирования доминирует над музыкальной. Благодаря технологическим инновациям в последние годы филофонию можно выделить в особый разряд ведения фонотеки, что во многом объясняет такие явления современного информационного общества, как музыкальный трейдинг, возросшая популярность антикварных и раритетных музыкальных носителей и ряд других.